# Midwest Connect
Midwest Connect était une compagnie aérienne régionale américaine qui opèrait pour Midwest Airlines. Elle a fusionné en 2010 avec Frontier Airlines.